# Берёзовая роща (картина Левитана)
«Берёзовая ро́ща» — пейзаж русского художника Исаака Левитана (1860—1900), написанный в 1885—1889 годах. Принадлежит Государственной Третьяковской галерее (инв. 15511). Размер — 28,5 × 50 см. Картина считается одним из наиболее близких к импрессионизму произведений художника и одной из вершин его пленэрных исканий 1880-х годов.
Левитан задумал «Берёзовую рощу» и начал работу над ней летом 1885 года, когда он жил в подмосковной усадьбе Бабкино, находящейся на реке Истре, недалеко от Нового Иерусалима. Заканчивал же он эту картину в 1889 году во время своей второй поездки в город Плёс, расположенный на берегу Волги.
Художник Борис Иогансон писал, что в левитановской «Берёзовой роще» «всё представляется случайно увиденным, но на самом деле это очень продуманная, блестяще организованная и очень сложная композиция». Искусствовед Алексей Фёдоров-Давыдов относил картину к произведениям, которые «принадлежат по своей поэтичности и живописному мастерству к одним из лучших, выдающихся творений художника».

## История

### Предшествующие события и работа над картиной

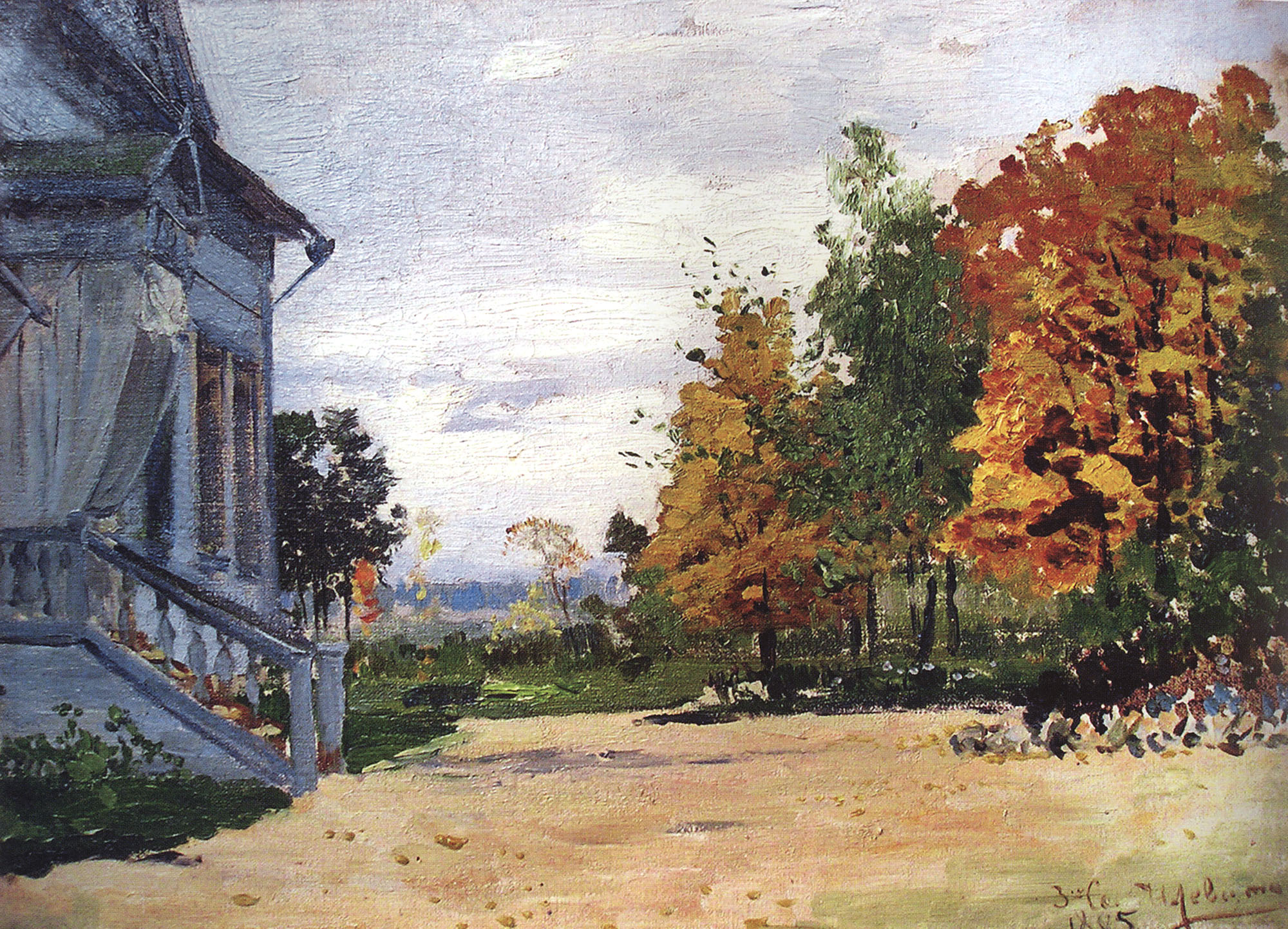
И. И. Левитан. Усадьба Бабкино. Дом Киселёвых (1885, Дом-музей Чехова, Ялта)

В 1873—1883 годах Исаак Левитан обучался в Московском училище живописи, ваяния и зодчества, где его учителями были Василий Перов, Алексей Саврасов и Василий Поленов. В 1884—1885 годах Левитан продолжал числиться в училище, но занятий не посещал, а в 1886 году он получил звание свободного (неклассного) художника.
Лето 1885 года Левитан проводил в Подмосковье, недалеко от Нового Иерусалима: сначала он жил в деревне Максимовка, а затем переселился в усадьбу Бабкино, расположенную в одноимённой деревне на берегу реки Истры. Владельцами усадьбы были коллежский секретарь Алексей Сергеевич Киселёв и его жена — детская писательница Мария Владимировна Киселёва. Там проводил летнее время Антон Чехов с семьёй, который и предложил Левитану поселиться вместе с ними. В Бабкино Левитан написал ряд картин и этюдов — «Река Истра», «Усадьба Бабкино» (обе в доме-музее А. П. Чехова в Ялте) и другие. Там же, летом 1885 года, он начал работу над картиной «Берёзовая роща».
От начала работы над «Берёзовой рощей» до её завершения прошли четыре года. Заканчивал Левитан эту картину в 1889 году, будучи в Плёсе — небольшом городе, расположенном на правом берегу Волги, куда художник приезжал в течение трёх лет, с 1888 по 1890 год, и где он создал многие известные картины. Плёсская берёзовая роща, которую выбрал Левитан, находилась на окраине города, недалеко от кладбищенской церкви под названием Пустынка.
Для работы над правой частью картины Левитан использовал этюд «Стволы берёз» (1889, дерево, масло, 16,5 × 9,7 см). Впоследствии этот этюд находился в московских частных собраниях — сначала у И. И. Ильина-Гольдмана, а затем у З. З. Рабинович.

### 11-я выставка МОЛХ и последующие события
Вместе с четырьмя другими произведениями Левитана, среди которых были пейзажи «В лесу», «Под вечер», «Речка» и «Золотая осень. Слободка», «Берёзовая роща» экспонировалась на 11-й выставке Московского общества любителей художеств (МОЛХ), проходившей с 6 декабря 1891 года по 2 февраля 1892 года. В феврале 1892 года картину на этой выставке увидел врач и коллекционер Алексей Ланговой, и она ему чрезвычайно понравилась. В своих воспоминаниях он писал: «Картина изображала берёзовую рощу, всю залитую солнечным светом. Тенистые участки под деревьями чередуются с местами, освещёнными ярким солнцем. На стволах берёз также пятна солнца и тени. Свет и тени на картине, как выразился Поленов, доведены до иллюзии». Тогда же Ланговой и купил картину у автора: по словам коллекционера, «на выставке эта картина никем не была куплена, и после закрытия выставки я её приобрёл». В записке от 6 февраля 1892 года Левитан писал Ланговому: «Посылаю Вам картину „Берёзовый лес“ и уступаю её Вам за 125 р[ублей], которые и прошу передать посланному», а в письме от 11 февраля, подтверждая получение денег, высказывал мнение, что «золотая рама для берёзового леса не идёт, хотя можно и попробовать позолотить».
В 1900 году, под названием «Лето», «Берёзовая роща» принимала участие во 2-й выставке художественного объединения «Мир искусства», проходившей с 28 января по 26 февраля в Санкт-Петербурге. Репродукции картины были помещены в журнале «Мир искусства» (№ 1 за 1901 год) и в изданной в 1903 году монографии о творчестве Левитана, авторами которой были Сергей Глаголь и Игорь Грабарь. В 1914—1915 годах «Берёзовая роща» экспонировалась на проходившей в Москве выставке произведений евреев-художников в пользу разорённой Бельгии. В 1935 году картина была приобретена у Лангового Государственной Третьяковской галереей.
Впоследствии «Берёзовая роща» экспонировалась на ряде выставок, в том числе на персональных выставках Левитана, состоявшихся в 1938 году в Государственной Третьяковской галерее и в 1939 году в Государственном Русском музее в Ленинграде, а также на юбилейной, посвящённой 100-летию со дня рождения художника выставке, проходившей в 1960—1961 годах в Москве, Ленинграде и Киеве. Она была одним из экспонатов юбилейной выставки к 150-летию со дня рождения Левитана, проходившей с октября 2010 года по март 2011 года в Новой Третьяковке на Крымском Валу, а также экспонировалась на выставках «От реализма к импрессионизму», организованных в сентябре — декабре 2015 года в Национальном художественном музее Республики Беларусь в Минске и в декабре 2016 года — марте 2017 года в Белгородском государственном художественном музее. Картина также принимала участие в выставке «Исаак Левитан и авторский кинематограф», состоявшейся в октябре 2018 года — январе 2019 года в Еврейском музее и центре толерантности в Москве.
«Берёзовая роща» также неоднократно экспонировалась в других странах Европы, Азии и Северной Америки: в 1964 году — на выставке русского и советского искусства, проходившей в Мальмё и Бухаресте, в 1973—1974 годах — на выставке русского искусства в Бухаресте и Варшаве, в 1976 году — на выставке произведений художников-передвижников в Вене и Граце, в том же 1976 году — на организованной в Берлине выставке полотен из Третьяковской галереи, в 1986—1987 годах — на проходившей в Вашингтоне, Чикаго, Бостоне и Лос-Анджелесе выставке произведений из собраний ГТГ и ГРМ, в 1990 году — на выставке пейзажной живописи импрессионистов в Кёльне и Цюрихе, в 1993 году — на проходившей в Токио, Наре и Фукуоке выставке «Передвижники в Третьяковской галерее», а в 1999—2000 годах — на выставке произведений русских художников XIX века из ГТГ, состоявшейся в Мадриде и Бильбао.

## Описание
«Берёзовая роща» представляет собой фрагмент «лесного интерьера». Точка зрения, выбранная художником, кажется случайной — на картине нет объекта, вокруг которого центрировалась бы композиция. Стволы берёз расходятся в глубину и в стороны, а сверху и снизу они обрезаны. Крайние деревья находятся в области «бокового зрения», при этом часть изображённых предметов оказывается «не в фокусе». У правого края две берёзы расположены на первом плане, а левая сторона композиции является более открытой — там ближайшие к зрителю деревья находятся на среднем плане.
Картина построена на игре света и тени на берёзовых стволах, свежей зелёной траве и листве деревьев. Это достигается использованием широкой гаммы оттенков зелёного цвета, а также выразительных возможностей фактуры, так что создаётся впечатление сияния и излучения оптимистической энергии. При ближайшем рассмотрении видно, что белый цвет «составлен» из жёлтых, голубых и зелёных оттенков. В траве, изображённой на переднем плане, можно различить небольшие лиловые цветы.
Левитан использует рельефные, пастозные мазки, при этом общая толщина красочного слоя сформирована за счёт многочисленных дописок и переписок. Местами применялась жидкая краска с примесью лака, придававшая изображению бо́льшую прозрачность и некоторое сходство с эмалью. При работе над картиной художник применял сложную технику лессировок. Для усиления впечатления солнечности поверхность светлых берёзовых стволов сглажена мастихином.
Фрагменты картины «Берёзовая роща»
Изображая солнечные блики на деревьях, переходы и вибрацию цвета, художник отчасти использует приёмы импрессионистской живописи. По словам Алексея Фёдорова-Давыдова, «ещё нигде Левитан не подходил так близко в своей живописи к импрессионизму»: в «Берёзовой роще» импрессионистичны и «сама композиция с её срезом стволов берёз и их верхушек краем картины», и «динамика изображения, проявляющаяся в кажущейся „случайности“ выбора точки зрения и расположения стволов и в том лёгком ритме движения, которым проникнуто всё в картине».

## Отзывы

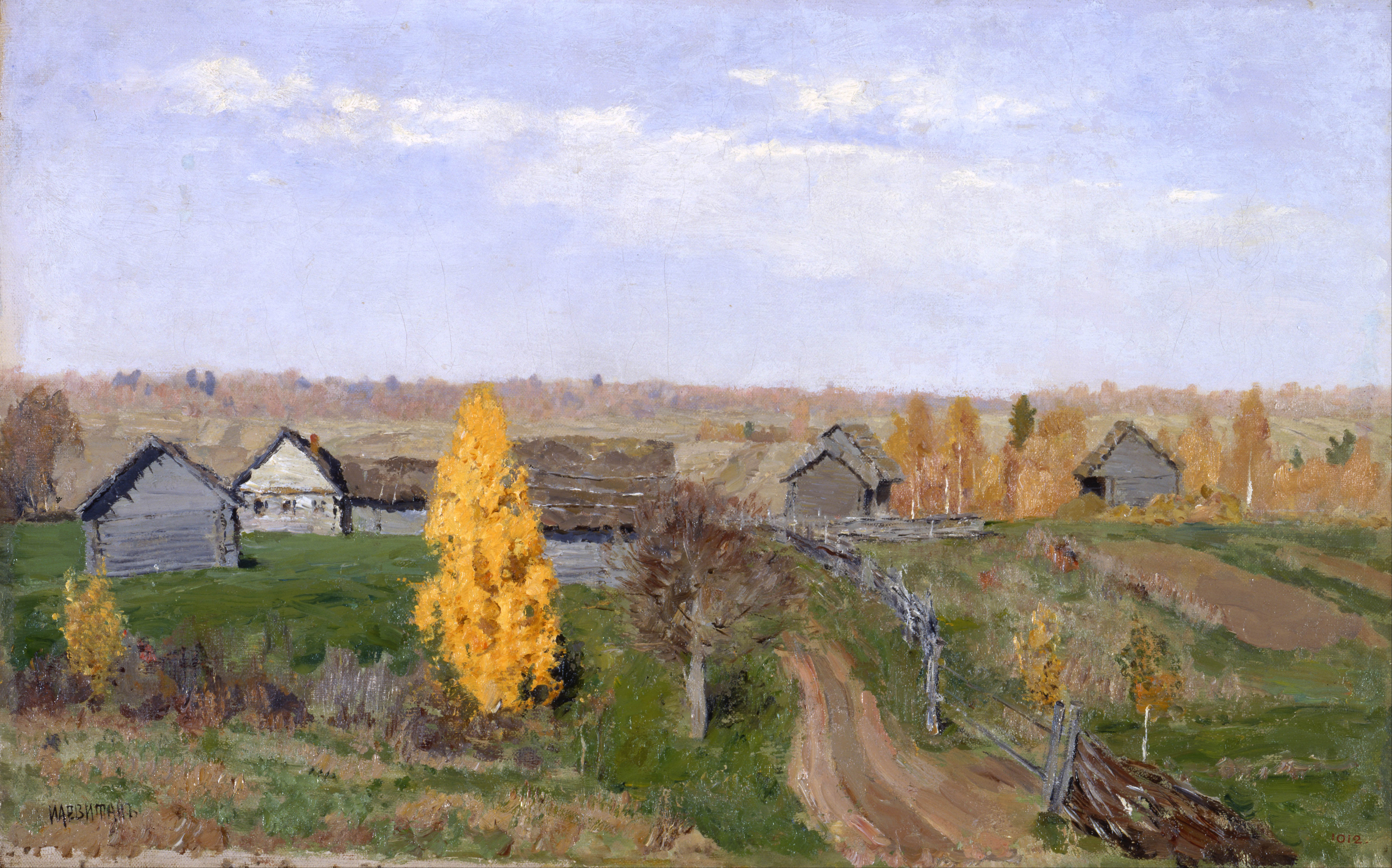
И. И. Левитан. Золотая осень. Слободка (1879, доработана в 1898, ГРМ)

Обсуждая левитановские картины «Берёзовая роща» и «Золотая осень. Слободка» (1889, ГРМ, доработана в 1898 году), искусствовед Алексей Фёдоров-Давыдов отмечал, что, не являясь «программными произведениями», они тем не менее «принадлежат по своей поэтичности и живописному мастерству к одним из лучших, выдающихся творений художника». По мнению искусствоведа, в этих полотнах ярко и наглядно проявляется важное свойство таланта Левитана — даже в тех случаях, когда работа над произведениями (включая их доработку и переработку) занимала несколько лет, ему удавалось «сохранять ощущение непосредственности восприятия и как бы мгновенно схваченной жизни природы во всей её живой трепетности». По словам Фёдорова-Давыдова, отличительными чертами «Берёзовой рощи» являются «ясная пленительная улыбка и свежая летняя пахучесть».
Сравнивая левитановскую «Берёзовую рощу» с одноимённой картиной Архипа Куинджи, появившейся в 1879 году, искусствовед Владимир Петров писал: «Если Куинджи воспринимает свет солнца, как величественное, непостижимое, влекущее к себе человека физическое явление, то Левитан смотрит на мир, имея в основе отношения к природе некий психологический модуль человечности». По словам Петрова, берёзки в картине Левитана являются «не только сгустками света и цвета, зажжёнными потоком солнечных лучей, но и самыми весёлыми и светолюбивыми из деревьев, улыбающимися навстречу солнцу и живущими, как и все вокруг них, своей жизнью, душевно близкой художнику».

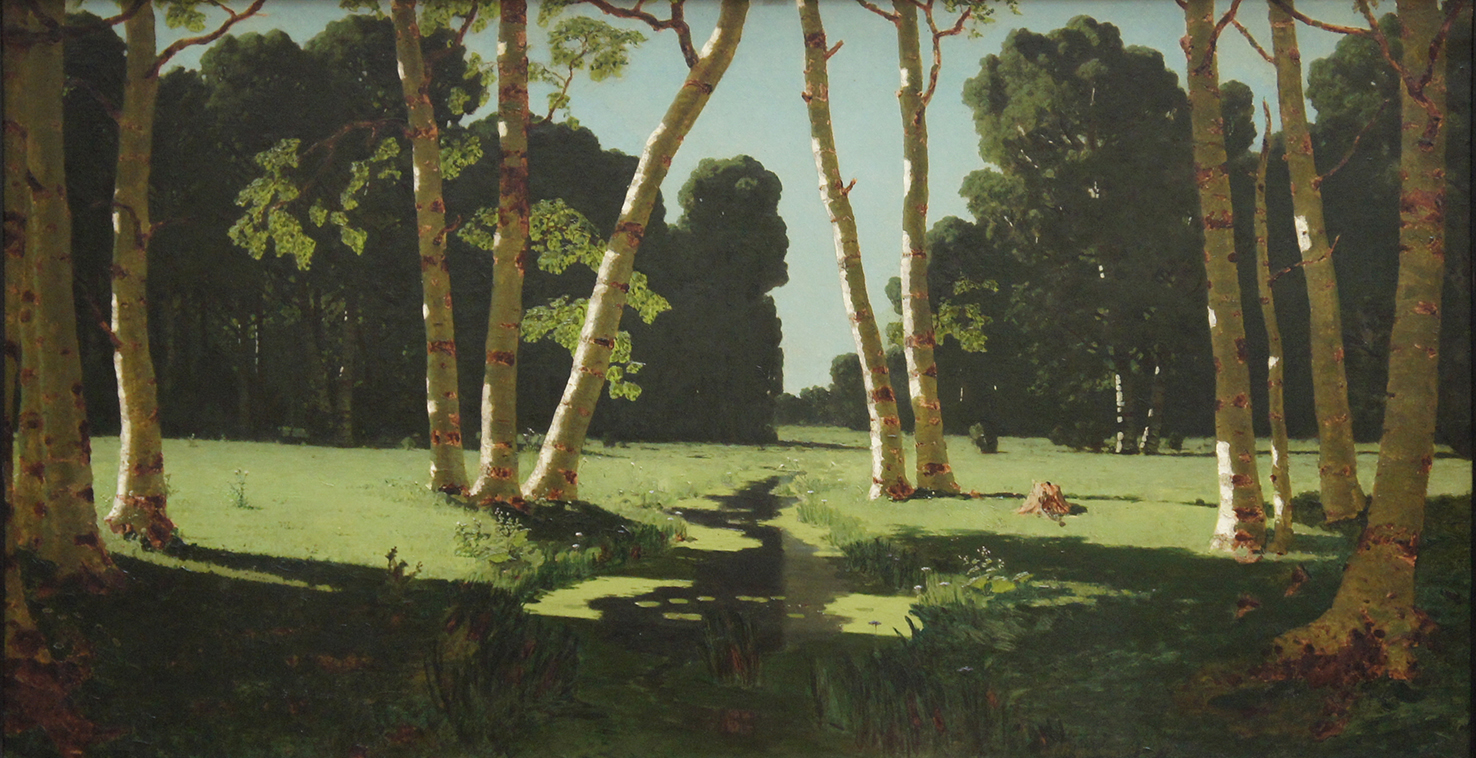
А. И. Куинджи. Берёзовая роща (1879, ГТГ)

Художник Борис Иогансон отмечал, что его поразил «самый факт возможности работы над пейзажем, таким небольшим, в течение нескольких лет, с перерывами, снова возвращениями к этой теме и сохранением при такой длительной работе непосредственности ощущения и такой пленительной свежести самой живописи». В 1970 году он писал, что в течение многих десятилетий не перестаёт изумляться «этому совершенству, этому бриллианту даже в творчестве Левитана». По словам Иогансона, на первый взгляд «Берёзовая роща» не пленяет зрителя «какой-то особенной композицией, каким-то изыском композиционного порядка», однако при более глубоком и внимательном рассмотрении можно увидеть, что «композиция необыкновенна, необычна» — «всё представляется случайно увиденным, но на самом деле это очень продуманная, блестяще организованная и очень сложная композиция…».
Отмечая, что в «Берёзовой роще» достигли высшего уровня пленэрные искания Левитана 1880-х годов, искусствовед Дмитрий Сарабьянов утверждал, что анализ пленэрных достижений художника в этой картине «позволяет характеризовать левитановскую манеру как ранний импрессионизм». По словам Сарабьянова, в «Берёзовой роще», представляющей собой «фрагмент своеобразного лесного интерьера», импрессионистские приёмы использованы и в композиции, и в цветовом строе. Называя «Берёзовую рощу» «самым импрессионистическим произведением» Левитана 1880-х годов, Сарабьянов писал, что в более поздних картинах, таких как «Март» (1895, ГТГ) и «Золотая осень» (1895, ГТГ), художник «не сделал существенно важных шагов на пути развития импрессионистической системы» и «как бы остановился на уровне „прото-импрессионизма“».

## Комментарии
1. ↑  В XIX веке Плёс принадлежал к Костромской губернии, а в XX веке вошёл в Приволжский район Ивановской области[15].
2. ↑  В 1965 году решением Ивановского областного исполнительного комитета объект «Берёзовая роща Левитана», послуживший художнику натурой для создания картины, был признан памятником природы. Он находится рядом с территорией дома отдыха «Плёс» и занимает площадь 5,2 га[17][18].
3. ↑  Для датировки событий, происходивших в Российской империи, используется юлианский календарь («старый стиль»).